# حرائق غابات فرنسا 2021
حرائق غابات فرنسا 2021 هي حرائق غابات متعددة تحدث في بروفانس ألب كوت دازور فرنسا، بشكل رئيسي في مدينة سان تروبيه. مات شخصان أثناء الحرائق.

## الجدول الزمني

### شهر أغسطس
في 17 أغسطس 2021 اندلع حريق غابات مدمر، بلغ ارتفاعه 20 مترًا في بروفانس ألب كوت دازور بالقرب من سان تروبيه. تم إجلاء الآلاف من الناس، ولا سيما القرى المحيطة بكافالير وسان تروبيه وغريمود ولا مول. وأكدت محافظة فار أيضًا إخلاء العديد من مواقع المعسكرات وحثت الناس على تجنب الطرق المجاورة لخليج سان تروبيه حتى لا تعيق عمليات الإنقاذ. ويكافح حوالي 750 رجل إطفاء الحرائق التي دمرت منطقة حرجية مساحتها 3500 هكتار.